# PEVEX
PEVEX je hrvatska maloprodajna trgovina specijalizirana za građevinske, vrtne i kućanske proizvode. Osnovana 1990. godine pod imenom Pevec, da bi se 2019. preimenovala u PEVEX. Svojim širokim asortimanom pokriva kategorije kao što su građevinski materijali, elektronika, namještaj, bijela tehnika i vrtna oprema. Sjedište tvrtke nalazi se u Zagrebu.

## Povijest
Tvrtka je osnovana 1990. godine u Bjelovaru u Hrvatskoj pod imenom Pevec po prvom vlasniku Zdravku Pevecu. Kroz svoju povijest, PEVEX je prolazio kroz faze rasta i transformacije, uključujući promjenu imena u Pevec 2019. godine nakon niza poslovnih i pravnih izazova krajem 2000-ih.
Prvi prodajni centar PEVEX-a otvoren je u Bjelovaru, a ubrzo nakon toga tvrtka je proširila poslovanje na cijelu Hrvatsku. Trenutno posluje u 29 prodajnih centara, uključujući Zagreb, Split, Rijeku i druge veće gradove.
Od 1. srpnja 2012. godine kompanija posluje kao dioničko društvo.

## Prisutnost u Hrvatskoj
PEVEX danas ima prodajne centre u svim većim hrvatskim gradovima. S 2300 zaposlenika u 2023. godini, kompanija pruža usluge kako maloprodajnim, tako i veleprodajnim kupcima.

### Lokacije prodajnih centara
- Bjelovar
- Čakovec
- Dubrovnik
- Karlovac
- Koprivnica
- Križevci
- Kutina
- Makarska
- Osijek
- Poreč
- Pula
- Rijeka – Kukuljanovo
- Rijeka – Škurinje
- Samobor
- Sisak
- Slavonski Brod
- Split
- Sveti Ivan Zelina
- Varaždin
- Vinkovci
- Virovitica
- Vrbovec
- Vukovar
- Šibenik
- Zabok
- Zadar
- Zagreb – Jankomir
- Zagreb – Novi Zagreb
- Zagreb – Sesvete
- Zagreb – Črnomerec
- Zagreb – Žitnjak

## Vanjske poveznice
- Službena web stranica poduzeća PEVEX d.d.
- Službena web stranica PEVEX-a